# Кенион, Джеймс
Джеймс Г. Кенион (англ. James G. Kenion; 1871, Бебингтон, Мерсисайд — 1942, Уиррал, Мерсисайд) — британский яхтсмен, серебряный призёр летних Олимпийских игр 1908 года.
На Играх 1908 года в Лондоне Кенион соревновался в классе 12 м. Его команда дважды приходила к финишу второй, заняв в итоге второе место.